# WorkinGirls
Ne doit pas être confondu avec Working Girl ou Working Girls (film, 1931).
WorkinGirls est une série télévisée française en 48 épisodes de 13 minutes ainsi qu'un épisode spécial de 80 minutes, librement adaptée d'une série néerlandaise, Toren C, diffusée entre le 19 avril 2012 et le 26 décembre 2016 sur Canal+, écrite par Frank Bellocq, Eve Sophie Santerre, Béatrice Fournera, Karine Angeli.
La série a été adaptée au Québec sous le titre Complexe G et se déroule dans l'Édifice Marie-Guyart (communément appelé Complexe G) dans la ville de Québec. Le tournage a lieu au printemps 2014.
Un épisode spécial Noël de 80 minutes a été diffusé le 22 décembre 2014 sur Canal+ : WorkinGirls, la grande évasion.

## Synopsis
WorkinGirls décrit le quotidien d'une entreprise où travaillent six filles au comportement décalé : Karine, la directrice sadique, Nathalie, la mère de famille nombreuse, Hélène, la dérangée psychologique, Déborah, la nymphomane, ainsi que Sophie et Sophie, les standardistes peu accueillantes et assez fainéantes.

## Distribution

### Distribution principale
- Claude Perron : Karine Brontier - 40 ans - Directrice
- Laurence Arné : Déborah Vernon - 35 ans - Directrice des ressources humaines
- Blanche Gardin : Hélène Grilloux - Chef de projet marketing
- Vanessa David : Nathalie Roneaudi - Assistante de direction
- Clémence Faure et Alice Belaïdi : Sophie Martineau et Sophie Marteauni - 25 ans - Standardistes

### Distribution secondaire
- Audrey Lamy : Stéphanie Levasseur - 32 ans, cantinière syndicaliste (saisons 2 et 3)
- Didier Jean : Loïc - Le nain du cinquième (saisons 2 à 4, + La Grande Évasion)
- Lannick Gautry : Le Beau (saison 2)
- Dimitri Rataud : L'amoureux de Karine (saison 1 et 2)
- Anne Marivin : Michèle Coignard - 35 ans - Chef de la sécurité (saison 3 + La Grande Évasion)
- Monsieur Poulpe : Pierrick (saisons 2 et 3 + La Grande Évasion)
- Frank Bellocq : Bernard (saisons 1 à 3)
- Pascal Stencel : Jean-Luc ou « le nouveau » (saisons 1 à 3 + La Grande Évasion)
- Cybèle Villemagne : Joëlle
- Edith le Merdy : Maria, la femme de ménage (saisons 1 à 3)
- Catherine Duros : Cathy (saisons 2 et 3 + La Grande Évasion), Marie-Catherine (saison 4)
- Isabelle Guerville : Mireille (saison 2 et 3)
- Claudia Tagbo : Brigitte (La Grande Évasion)
- Bérengère Krief : Cécile (La Grande Évasion)
- Olivia Côte : Carole (La Grande Évasion)
- Ludovic Pinette : Michel (saisons 1, 2 et 3)
- Pascale Roberts : Paulette Broutier (saison 4)

## Personnages
Karine BrontierDirectrice Générale
Karine dirige la société, où, forte de son ambition professionnelle dévorante, elle s'épanouit en tyrannisant ses subordonnés, les menaçant de licenciement dès que quelque chose chez eux lui déplaît, que ce soit professionnel ou physique (elle a en horreur les handicapés et les homosexuels). Elle est obsédée par la jeunesse et fait tout pour paraître plus jeune. Au début de la saison 3, on remarque dès le premier épisode combien les employés de l'entreprise la détestent presque tous. Elle est soupçonnée d'être lesbienne et d'avoir une relation avec Michèle dans la saison 3.
DéborahDirectrice des Ressources Humaines
Déborah, ou Debbie pour les contacts des États-Unis, est la DRH de l'entreprise. Avec son physique avantageux, elle n'hésite pas à user de ses charmes avec ses collègues masculins pour satisfaire son appétit sexuel. Elle a d'ailleurs reçu plusieurs plaintes pour harcèlement sexuel. Dans la saison 2 elle s'acharne particulièrement sur un employé dénommé Le Beau qu'elle harcèle dès qu'il arrive. Dans la saison 3, elle est victime d'un accident qui lui fait perdre sa libido.
Hélène GrillouxChef de projet Marketing
Responsable du service marketing, Hélène se caractérise par sa solitude extrême et son tempérament névrosé. Profondément esseulée et complexée par sa dépression, elle peine à se faire des amis au sein de la compagnie. Par ailleurs, son physique disgracieux et sa psychologie instable ne manquent pas d'effrayer ou d'attirer les moqueries. Plus les jours passent plus elle essaye de s'intégrer. Le résultat est souvent laborieux. Elle ment souvent pour avoir des amis. Au début de la saison 3, on apprend qu'elle a été recrutée par une émission et s'est fait relooker. Elle a également une liaison avec Pierrick, du service courrier, dont elle se vante.
NathalieAssistante de direction
Mère d'une famille nombreuse (elle a accouché de son 5e enfant au début de la saison 1), elle est dotée d'une générosité sans limite et se tient prête à se ridiculiser pour donner des conseils ou aider les autres, ce qui lui attire une sympathie bienvenue de la part de ses collègues. Malheureusement, sa négligence notable ne passe pas inaperçue, pas moins que sa propension à mélanger deux sphères du quotidien fondamentalement incompatibles : la famille et le travail. Depuis la saison 3, elle s'est séparée de son mari et a engagé une procédure de divorce.
Sophie et SophieChargées d’accueil
Les deux standardistes, fainéantes, critiques, racketteuses et toxicomanes de surcroît, passent leur journée à recevoir très mal les visiteurs et à comploter contre leurs collègues.
StéphanieCantinière
Cantinière et déléguée syndicale « qui ne veut pas se laisser bouffer par la hiérarchie ».
Le Nain du cinquième
Employé de bureau de petite taille surnommé par ses collègues le « nain du cinquième (étage) ».
Le Beau
Nouvel employé dont Deborah tombe amoureuse. Elle tente alors de le séduire, mais celui-ci reste de marbre devant ses tentatives. Il a un chien.
Michèle
35 ans. Chef de la sécurité. Grande expérience en agent de surveillance. Son moteur : Terroriser ses collègues avec son taser. Ses loisirs : La mécanique sur de grosses cylindrées.

## Épisodes

### Première saison (2012)
1. Retour de couches
2. Le Label
3. La Grande Famille
4. L'Anniversaire de Karine
5. La Conquête de l'Orient
6. Bonnet C
7. Élections internes
8. Mon beau stagiaire
9. La Fusion
10. Les Parasites
11. Panne de clim
12. La Journée de la secrétaire

### Deuxième saison (2013)
1. Le Déménagement
2. Deb in love
3. La Visite médicale
4. Les Catherinettes
5. Le Plan de licenciement
6. La Nouvelle Nathalie
7. Cost killer
8. New management
9. La Grève
10. L'Âge de raison
11. Lipdub
12. La Tour infernale

### Troisième saison (2014)
1. Le Suicide
2. Cellule Psychologique
3. Le Calendrier
4. Tolérance Zéro
5. La Rumeur
6. La Saint-Valentin
7. Stage de survie
8. Reportage
9. Le grand audit
10. Restore Hope
11. Les investisseurs Indiens
12. This is la fin

### La Grande Évasion (2014)
Épisode spécial Noël de 80 minutes.

### Quatrième saison (2016)
1. Le Miraculé
2. La Relève d'interne
3. La guerre est déclarée
4. Le Cas impossible
5. Nathalie sexuellement transmissible
6. Le VIP
7. Thérapies alternatives
8. Une certaine Paulette
9. La Quarantaine
10. Une tâche pour deux
11. Le 31 décembre
12. Nursing Dead

## Distinctions

### Nominations
- International Emmy Awards 2013 : meilleure comédie

## DVD
Intégrale des 2 premières saisons en DVD soit 24 épisodes, disponible depuis le 9 juillet 2013.
Intégrale de la saison 3 en DVD soit 12 épisodes, disponible à partir du 1er octobre 2014.

### Article de presse
- Vincent Monnier, « Tout feu tout femme », Challenges, no 296,‎ 12 avril 2012, p. 84 (ISSN 0751-4417)